# جبل الأصيفرين
جبل الأصيفرين أو الرقمتان جبلان أصفران من جبال المدينة المنورة، يقع غربي المسجد النبوي الشريف على بعد كيلومترين. جبلي الأصيفرين هما الجبلان الوحيدان اللذان لم تصبهما البراكين، وأخره البركان الذي ثار عام 654 سوى جبلي الأصيفرين.

## ماذكره المؤرخون
قال السمهودي
الرقمتان بحرة المدينة الغربية، وهما نهدان من أنهادها لونهما أحمر إلى الصفرة، وتلك الحرة سوداء، فسميا بذلك، وقد يقال فيهما الرقمة بالإفراد-..